# 約瑟夫·布魯斯·伊斯梅
約瑟夫·布魯斯·伊斯梅（英語：Joseph Bruce Ismay，1862年12月12日—1937年10月17日），常稱作布魯斯·伊斯梅，是一位英國航運業商人，白星航運董事長兼總經理。1912年，他身為白星航運最高級的官員，在鐵達尼號沉沒事故中登上救生艇倖免於難，受到當時國際矚目和嚴厲的批評。

## 早年生活
伊斯梅出生於蘭開夏郡（後來升格為默西塞德郡）的克羅斯比，他是湯馬斯·亨利·伊斯梅（1837年1月7日 - 1899年11月23日）和瑪格麗特·布魯斯（Margaret Bruce，1837年4月13日 - 1907年4月9日）的兒子。湯馬斯·亨利·伊斯梅是伊斯梅-伊姆里公司（Ismay, Imrie and Company）的高級合夥人和白星航運創始人。年輕的伊斯梅在埃斯特利預備學校和哈羅公學就讀，然後在法國當了一年助教。他在父親的公司裡學習了四年，之後去世界各地擔任助教。然後以公司代表身份前往美國紐約市，升為公司代理人。伊斯梅也是1882年利物浦漫步者足球俱樂部的創始人之一。
1888年12月4日，伊斯梅在美國紐約市與朱莉亞·佛羅倫斯·席費林（Julia Florence Schieffelin）結婚，育有五子：瑪格麗特·布魯斯·伊斯梅（Margaret Bruce Ismay）、亨利·布魯斯·伊斯梅（Henry Bruce Ismay）、湯馬斯·布魯斯·伊斯梅（Thomas Bruce Ismay）、伊夫林·康斯坦斯·伊斯梅（Evelyn Constance Ismay）、喬治·布魯斯·伊斯梅（George Bruce Ismay）。1891年，伊斯梅帶著家人回到英國，並成為伊斯梅-伊姆里公司的合夥人。

## 白星航運董事長
1899年11月23日，他的父親湯馬斯·亨利·伊斯梅去世後，伊斯梅接替他擔任白星航運的董事長，他決定打造4艘全新的遠洋客輪超越父親的海洋號，這些船被稱為白星航運四巨頭：凱爾特號、統帥號、波羅的號和亞得里亞號。這些船的尺寸、航速和豪華設施都打破了紀錄。白星航運在他的領導下蓬勃發展，除了經營船舶業務外，伊斯梅還擔任其他幾家公司的董事。1901年，他開始與幾位希望建立國際航運集團的美國大亨來往（包括約翰·皮爾龐特·摩根、克萊門特·格里斯科姆、伯納德·貝克、約翰·艾勒曼爵士）。
1902年，伊斯梅協議將白星航運出售給J.P.摩根公司，該公司正在組建國際航運集團，已經併購了幾家大西洋航運公司，主要是美國和英國航線。約翰·皮爾龐特·摩根於1902年10月1日融資成立國際商業海洋公司，是一家屬於美國的控股子公司，擁有自己的子公司。約翰·皮爾龐特·摩根希望利用該公司與其他鐵路公司安排連鎖董事會，或以合約、協議等方式來壟斷跨大西洋貿易運輸業，但由於海上運輸的性質、美國反壟斷立法以及與英國政府達成的協議，事實證明這是不可能的。白星航運是國際商業海洋公司旗下最大的子公司。1904年2月，在約翰·皮爾龐特·摩根的支持下，伊斯梅成為國際商業海洋公司的總裁。

## 英國皇家郵輪鐵達尼號

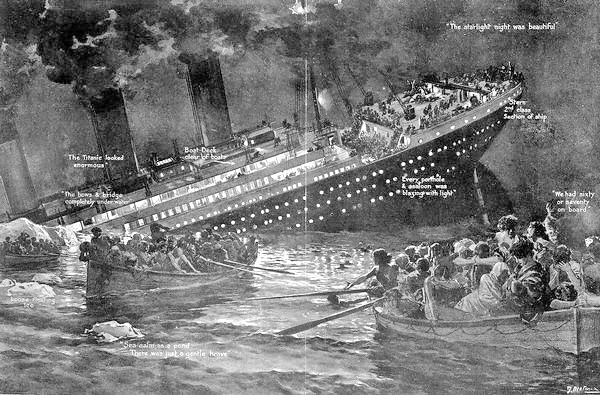
1912年，鐵達尼號沉沒事故的藝術插圖。

1907年，伊斯梅與哈蘭德與沃爾夫造船廠董事長威廉·裴禮男爵會面，討論了白星航運主要競爭對手——冠達航運當時推出的新船盧西塔尼亞號和茅利塔尼亞號。伊斯梅決定打造新型船舶與之抗衡，不以航速來與對競爭，而是要創下遠洋輪船史上空前的尺寸和奢華內裝，後者主要是為了吸引富豪階級和越來越富裕的中產階級。最終設計和建造了3艘奧林匹克級郵輪，按照奧林匹克號、鐵達尼號、不列顛號的順序推出。在一項後來極具爭議的決策中，伊斯梅在建造前2艘奧林匹克級郵輪時，授權將救生艇的數量從48艘減少到16艘，後者是英國貿易委員會規定要求的下限。
伊斯梅偶爾會參加自己公司的新船首航，鐵達尼號就是如此。在首航期間，如果時間允許，伊斯梅會與輪機長約瑟·貝爾或船長愛德華·約翰·史密斯談論測試速度的可能性。1912年4月14日晚上，當鐵達尼號與紐芬蘭大淺灘以南約650公里的一座冰山發生碰撞後，救生艇數量不足以讓全船人員逃生，因為在有任何船隻到達該地區救援之前，鐵達尼號就會先沉沒，這項事實震驚了伊斯梅。在完全沉沒40分鐘前，他於1時40分登上了C折疊艇。他後來作證說，當鐵達尼號在沉沒的最後時刻前，他轉頭過去，沒有看見船是如何沉入北大西洋。沉沒大約3至4小時後，卡柏菲亞號救起C折疊艇的人員。
獲得卡柏菲亞號救助之後，船員將伊斯梅帶到了船上醫生法蘭克·麥吉（Frank Mcgee）的艙內。他後來要求卡柏菲亞號船長亞瑟·羅斯特龍發送一條消息給白星航運的紐約辦公室：「我深表遺憾發出這項通知，鐵達尼號與冰山碰撞後，在15日凌晨沉沒，導致嚴重的生命損失，等待進一步細節。布魯斯·伊斯梅」。在前往紐約的整段旅程中，伊斯梅都沒有離開醫生的船艙，沒有吃任何東西。另一位生還者傑克·賽耶（當時17歲）儘管剛在沉沒事故中失去了父親，但他還是去拜訪了伊斯梅，試圖安慰他。當伊斯梅抵達紐約時，寄宿在公司副總裁菲利普·富蘭克林家中。他還收到傳喚通知書，出席由共和黨參議員威廉·阿爾登·史密斯領導的委員會調查。伊斯梅後來在美國參議院鐵達尼號沉沒調查和英國沉船專員鐵達尼號沉沒調查（由默西勳爵主持）的聽證會上作證。

### 批評
災難發生後，伊斯梅遭到美國和英國媒體的抨擊，因為他逃生時仍有許多女人和小孩在船上。有些文章稱他為「鐵達尼號的懦夫」或「畜生伊斯梅」，並建議將白星航運的旗子改為黃色肝臟旗子。有些人畫出了諷刺漫畫，描繪他棄船。當時芝加哥的一位年輕報業記者本·赫克特寫了一首詩來對比船長史密斯和伊斯梅的行為，最後一節詩文寫道：「在陰森之夜葬身大海・是一名海員的職責・但是趁亂逃走・是船東的崇高權利」。有些人則認為伊斯梅遵循女人和小孩優先的原則，幫助了許多婦女和兒童。英國官方調查委員會捍衛了伊斯梅的行為，後者發現「伊斯梅先生在幫助許多乘客後，發現C折疊艇——右舷最後一艘救生艇實際上正在降下，當時那裡已經沒有其他人了。還有空間，所以他跳進去。如果他沒有跳進去，只是徒增一條人命損失，即他自己的生命，在死亡人數上加1而已」。
伊斯梅曾與頭等艙乘客威廉·恩斯特·卡特（William Ernest Carter）登上C折疊艇，他們都表示，當時這艘救生艇附近都沒有其他女人和小孩，所以他們就坐上去了。然而，威廉·恩斯特·卡特的行為受到他的妻子露西爾·卡特批評，後者於1914年訴請離婚；她作證說，威廉·恩斯特·卡特在事故發生後離開拋棄妻兒，並指責他是個「殘忍、待人野蠻、侮辱他人」的人。倫敦社會孤立伊斯梅並稱為他懦夫。1913年6月30日，伊斯梅辭去國際商業海洋公司總裁和白星航運董事長職位，由哈羅德·山德森取代。伊斯梅在美國調查期間宣布，國際商業海洋公司的所有船隻將為所有乘客配備足夠數量的救生艇。在調查之後，伊斯梅和生還的4名鐵達尼號副官搭乘亞得里亞號返回英國。

## 鐵達尼號爭議
在美國參議院調查期間，一些乘客作證說，在鐵達尼號航行期間，他們聽到伊斯梅向船長施壓、要求加快航速，以便提前到達紐約，藉由新聞免費為公司宣傳。保羅·盧登-布朗（Paul Louden-Brown）在2000年所寫的書《白星航運公司：圖錄》（The White Star Line: An Illustrated History）中指出，根據伊斯梅的紀錄，找不到任何跡象足以支持這項動機，因此這種說詞的可能性不高。在英國廣播公司新聞雜誌網站上撰文的記者羅西·韋特（Rosie Waites）報導稱，在鐵達尼號沉沒之後，美國社會廣泛的誹謗伊斯梅，原因是「黃色新聞大王」威廉·赫茲掀起的議題，他曾與伊斯梅在媒體合作方面上鬧翻，羅西·韋特寫道：「伊斯梅在美國幾乎受到全世界的譴責，威廉·赫茲聯合媒體對他進行了一場尖刻的批評運動，給他貼上『畜生伊斯梅』的標籤」。
羅西·韋特亦寫道，隨後每部關於鐵達尼號的電影都將伊斯梅描繪成一個惡棍，從1943年的納粹宣傳片《鐵達尼號》開始、1996年迷你劇《鐵達尼號》、詹姆斯·卡麥隆的《鐵達尼號》，特別是2012年迷你劇《鐵達尼號》將他描繪成一個種族主義者，指他命令鎖住一群非英國船員，使其淹死。詹姆斯·卡麥隆的電影顧問保羅·盧登-布朗表示，他認為針對伊斯梅的敵意描繪是不公平的，他曾試圖挑戰這一點，他補充說：「除了被告知，在任何情況下我們都不準備調整劇本，他們還強調『這是公眾期望看到的』」。1958年英國電影《此夜永難忘》並未責怪伊斯梅導致這場災難，但是也以一種負面和懦弱的角度來描繪。1982年，科幻電視劇《航海家！》在「鐵達尼號的航海家」（Voyagers of the Titanic）一集中，描繪伊斯梅為了登上救生艇而打扮成女人。

## 晚年生活

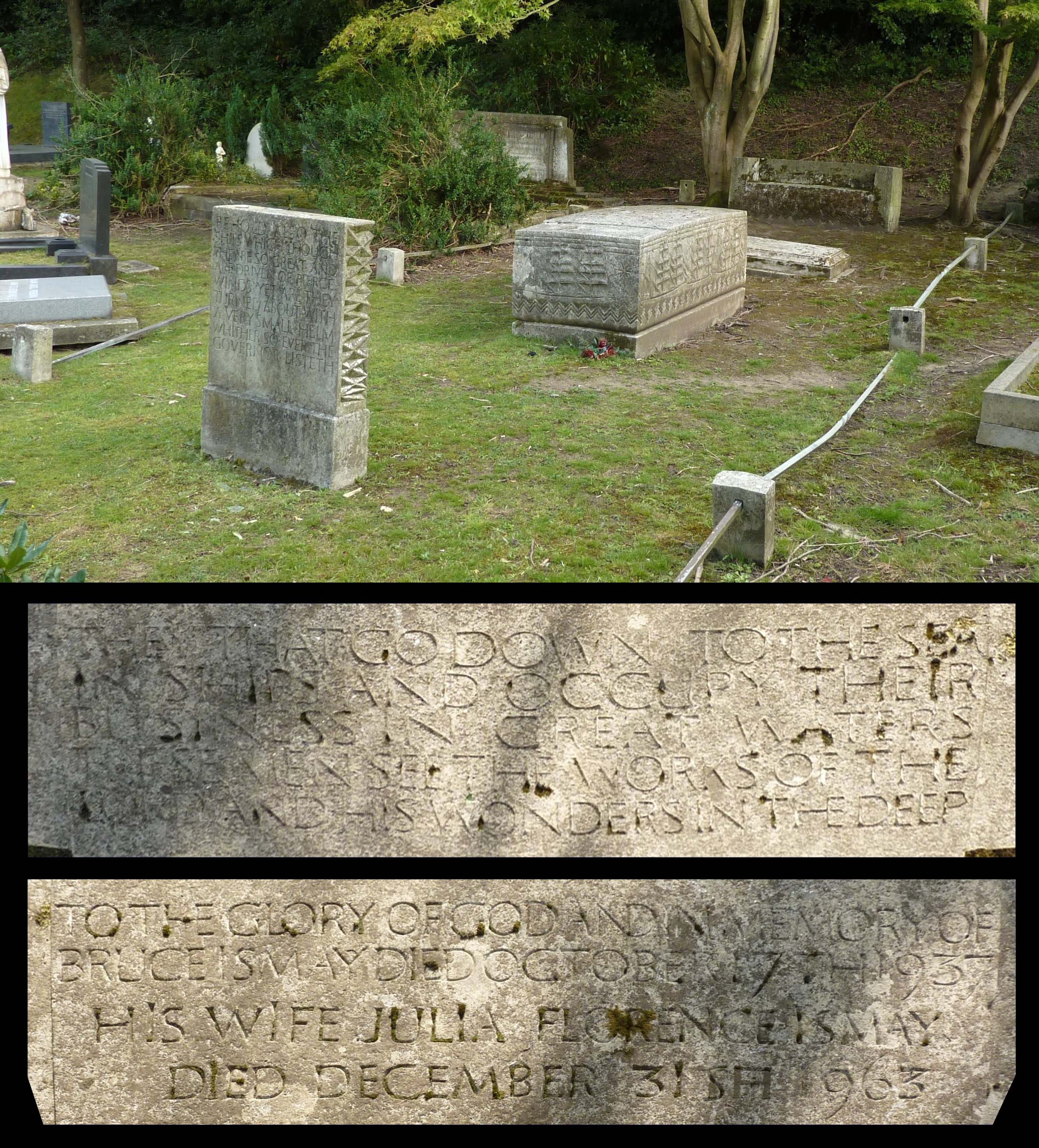
2014年，伊斯梅在倫敦普特尼谷公墓的家庭墓地，2014年8月拍攝。

伊斯梅在災後還原的口供更為貼近事件的原始狀態，儘管在官方調查中他在協助婦孺完全撤離時才跳船以及確認他並未做錯事情，但他未與船隻同生死的行為，使得他的聲譽從來沒有從鐵達尼號災難中恢復過來，他在餘生中主要保持低調，但仍試著以自己本身的經濟能力進行補償。他住在愛爾蘭康尼馬拉卡斯拉科斯特洛森林（Costelloe Lodge）的一個大房子裡。保羅·盧登-布朗在著作《白星航運公司：圖錄》中寫道，伊斯梅繼續積極從事商業活動，他的大部分工作是利物浦和倫敦汽船保賠協會有限公司（Liverpool & London Steamship Protection & Indemnity Association Ltd.），這是他父親生前創辦的公司。根據鐵達尼號電影顧問，保羅·盧登-布朗的說法：「向鐵達尼號罹難者親屬支付了數十萬英鎊的賠償金，由伊斯梅和他的董事以極大的毅力處理災難及其造成的苦難後果。從這一點來看，儘管事實上他可以輕而易舉的推卸責任並辭去董事會職務，他卻堅持履行這項艱鉅的任務，在他25年的董事長任期內，所有公司會議記錄的每一頁幾乎都提到鐵達尼號的災難」。伊斯梅的晚年生活仍對海事保有興趣，他建造了一艘名為「默西」的軍校生訓練船，用於培訓英英國商船隊海員，並捐贈11,000英鎊用來啟動海員罹難補助基金。1919年，伊斯梅撥款25,000英鎊成立基金會，協助那些參加過一戰的英國商船隊海員。。

## 逝世
伊斯梅在診斷出糖尿病後，健康狀況在1930年代後有所下降。1936年初，他的糖尿病惡化，導致右腿部分截肢。幾個月後他回到英國，住在維拉爾半島的一個小房子裡。1937年10月17日，伊斯梅在倫敦梅费尔去世，享壽74歲。1937年10月21日舉行葬禮，埋葬在倫敦普特尼谷公墓的家庭墓地。在他去世後，遺孀朱莉亞·佛羅倫斯·席費林放棄了她的英國臣民身份，1949年11月14日恢復美國公民身份。她於1963年12月31日去世，享耆壽96歲。

## 文化描寫
- 埃恩斯特·弗里茨·弗布里傑（英语：Ernst Fritz Fürbringer）（1943年）——《鐵達尼號》（電影）
- 洛厄爾·吉爾摩（英语：Lowell Gilmore）（1955年）——《身歷其境（英语：You Are There (series)）》「鐵達尼號沉沒事故」（電視節目）
- 法蘭克·勞頓（英语：Frank Lawton）（1958年）——《此夜永難忘》（電影）
- 伊恩·霍姆（1979年）——《鐵達尼號遇難記（英语：S.O.S. Titanic）》（電視劇）
- Sam Chew, Jr.（英语：Sam Chew Jr）（1982年）——《航海家！（英语：Voyagers!）》單集「鐵達尼號的航海家」（電視劇）
- 羅傑·里斯（英语：Roger Rees）（1996年）——《鐵達尼號》（電視劇）
- 強納生·海德（1997年）——《鐵達尼號》（電影）
- 大衛·加里森（英语：David Garrison）（1997年）——《鐵達尼號（英语：Titanic (musical)）》（百老匯音樂劇）
- 大衛·海恩斯（2006年）——《鐵達尼號（英语：Titanic (musical)）》（百老匯音樂劇-加拿大首演）
- 艾瑞克·布雷登（英语：Eric Braeden）（1999年）——《鐵達尼號編年史》（電視紀錄片）
- 肯·馬歇爾（2003年）——《深淵遊魂（英语：Ghosts of the Abyss）》（紀錄片）
- 克里斯多福·萊特（英语：Christopher Wright）（2005年）——《鐵達尼號：一個神話的誕生》（電視紀錄片）
- 馬克·坦迪（英语：Mark Tandy (actor)）（2008年）——《永不沉沒的鐵達尼號》（電視紀錄片）
- 克里斯多福·維利爾斯（英语：Christopher Villiers）（2011年）——《絕對好奇：是什麼擊沉鐵達尼號？》（電視劇）
- 詹姆斯·威比（英语：James Wilby）（2012年）——《鐵達尼號（英语：Titanic (2012 miniseries)）》（電視劇）
- 格雷·奧布賴恩（英语：Gray O'Brien）（2012年）——《鐵達尼號：建造內幕（英语：Titanic: Blood and Steel）》（電視劇）
- 朱利安·保（英语：Julien Ball）(2012年）——《冰山在正前方！》（舞台劇）
- 德里克·馬洪（英语：Derek Mahon）——《鐵達尼號之後》（詩歌）

## 延伸閱讀
- Gardiner, Robin. . Ian Allan Publishing. 2002. ISBN 978-0-7110-2809-8.
- Oldham, Wilton J. . The Journal of Commerce (Liverpool). 1961.
- Wilson, Frances. . Harper Perennial. 2012. ISBN 978-0062094551.

## 外部連結
- J. Bruce Ismay at Encyclopedia Titanica （页面存档备份，存于）
- 在Find a Grave上的約瑟夫·布魯斯·伊斯梅
- Article on Ismay and the Titanic